# Markiana nigripinnis
Markiana nigripinnis, popularmente conhecido como Lambari-do-campo, é um animal pertencente ao grupo dos peixes Teleostei, da subfamília Stevardiinae. Seu nome “nigripinnis” vem do latim “niger” (preto, negro) e “pinna” (nadadeira), por causa da dos primeiros raios da sua nadadeiras peitorais e pélvicas que são pretas.

## Morfologia e Anatomia
Markiana nigripinnis tem um tamanho máximo de 11,51 cm. Seu corpo é alto e relativamente alongado. Sua nadadeira anal é alongada com raios ramificados. Possui pré-maxilares com 4-5 dentes na série externa e 4 na série interna. M. nigripinnis possui a linha lateral completa. Além disso, a parte superior da margem nos olhos, as nadadeiras peitorais e pélvicas são avermelhadas, sendo os primeiros raios destas últimas enegrecidos. Os machos maduros apresentam ganchos ósseos na nadadeira anal, diferentemente das fêmeas que não os possuem.

## Ecologia e História Natural
É um animal bentopelágico que habita a bacia dos rios Paraguai, Paraná e Mamoré, ocorrendo na Argentina, Bolívia, Brasil, Paraguai e Uruguai. Sobre seus hábitos alimentares, são herbívoros com tendência à onivoria. Especificamente, comem raízes, frutos, sementes e fibras. Um comportamento interessante é que eles se alimentam dos frutos de Banara arguta (Salicaceae) que caem no rio ou de seus restos deixados por outros peixes, mas não dispersam suas sementes como outros fazem.